# Blockbandsäge

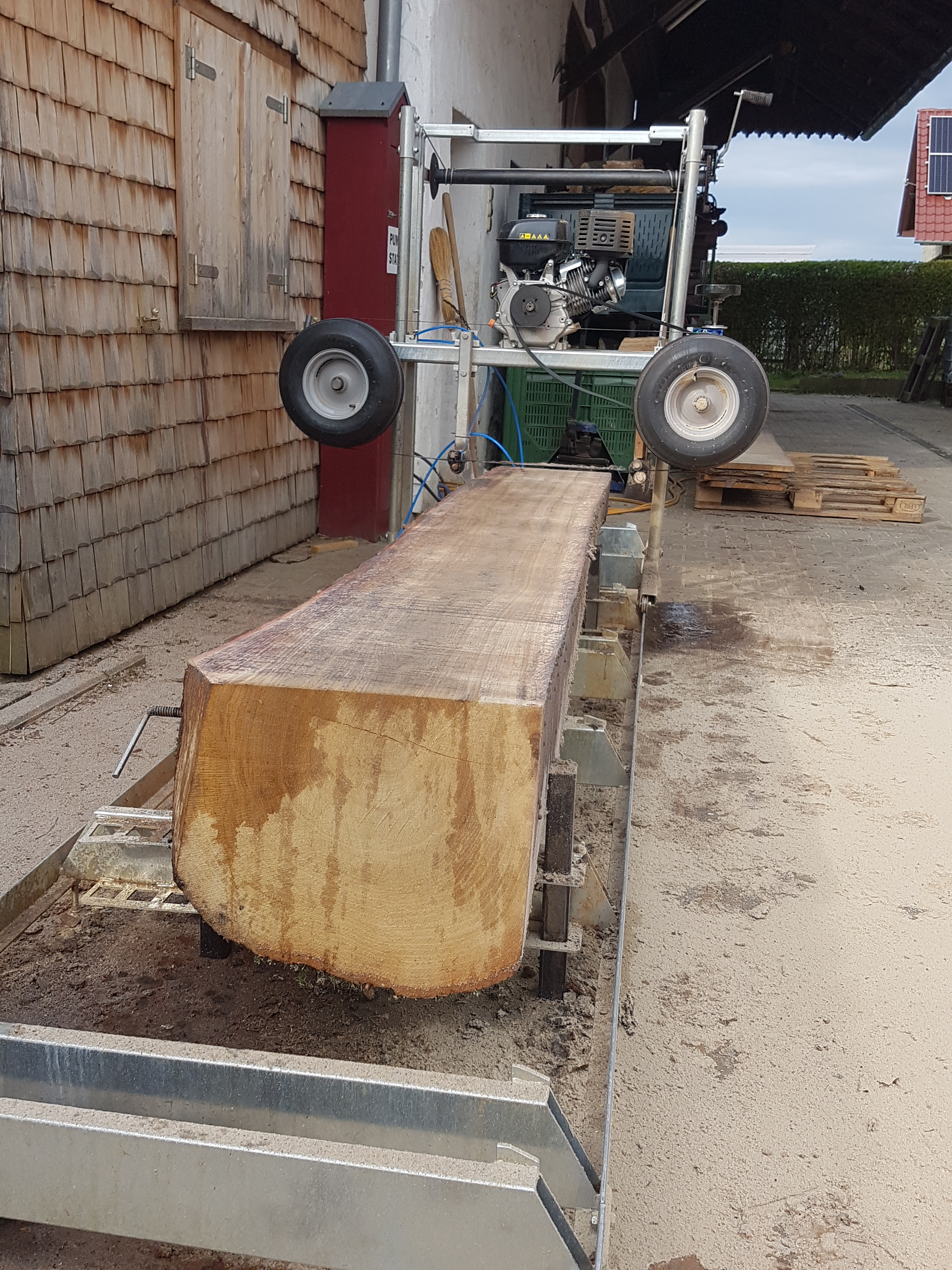
Mobilbandsäge DIY-Projekt 2021

Eine Blockbandsäge, auch Blochbandsäge genannt, ist eine Holzsäge vorwiegend zum Rundholzaufschnitt in einem Sägewerk, meist mit horizontaler Bandsägeblattführung. Der Name leitet sich aus dem österreichischen Begriff Blochholz ab.

## Geschichte

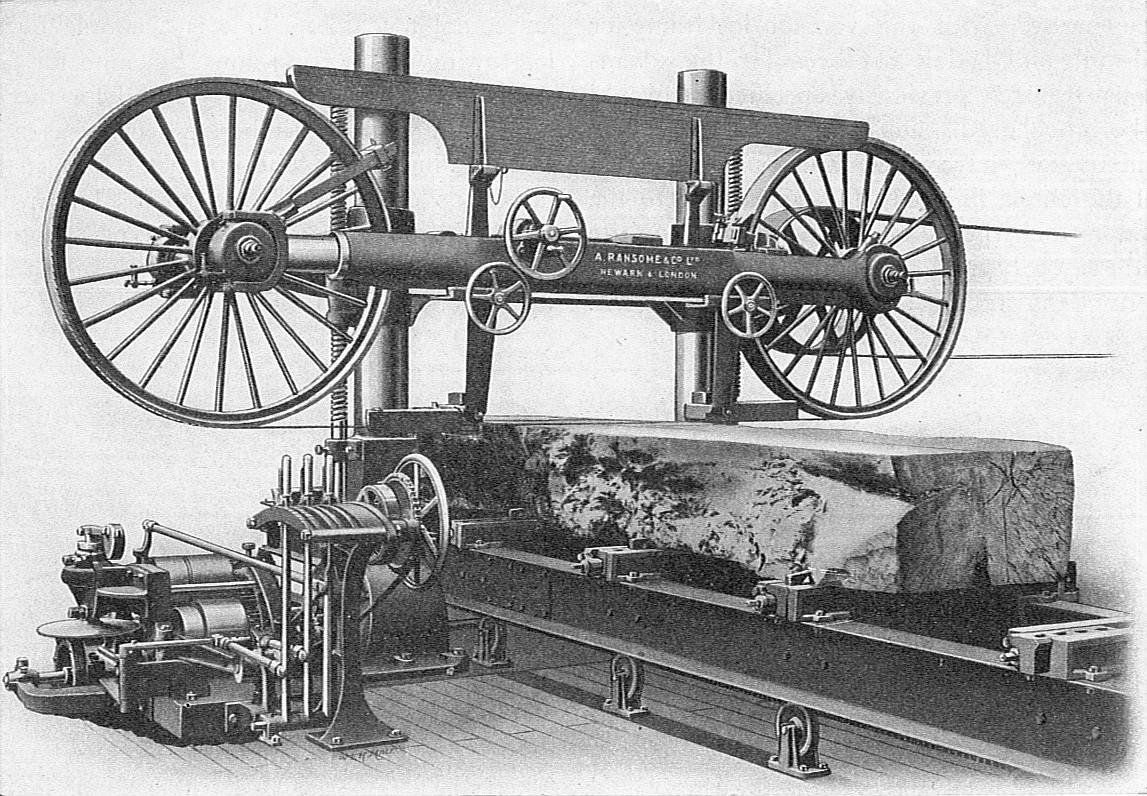
Historische Blockbandsäge aus 1925

Die Erfindung der Bandsäge geht auf das Jahr 1809 zurück.
In Holzsägewerken setzte sich die Bandsäge im Bauholzbereich nicht durch, da nur im Einzelschnitt oder maximal im Besäumschnitt gearbeitet werden konnte. Im Gegensatz dazu können Gattersägen in einem Arbeitsgang Mehrfachschnitte setzen.
Ihren Durchbruch erzielten Horizontalbandsägen, auch Blochbandsäge oder Blockbandsäge genannt, im Herbst 1954, als Mobilbandsägen den Markt vorwiegend bei Selbstverwertern eroberten. Die Erfindung der Mobilbandsäge geht auf den Zimmerer Johann Resch zurück, der am 14. Februar 1955 seinen ersten Probeschnitt tätigte. Zitat: ... Der Zimmermann Johann Resch kam in den 50er Jahren auf die Idee, endlich die Säge zum Holz zu bringen. ...

## Technik
2 Räder, 1 Treibrad und ein Umlenkrad werden von einem an der Säge angebrachten Elektromotor oder Verbrennungsmotor angetrieben. Der leichte Konstruktionstyp eignet sich dazu, die Säge übers Schnittgut zu führen und nicht, wie bei der Gattersäge, das schwere Schnittgut durch die stehende Säge.
Der einfache Maschinenbau eignet sich im Speziellen für DIY-Projekte und ist daher in ländlichen Gebieten sehr beliebt.

## Vor- und Nachteile

### Vorteile
- Günstiger Maschinenbau
- keine oszillierende Massen
- Große Stammdicken sägbar
- Mobil einsetzbar
- kurze Maschinenführung / Sägelänge zzgl. Maschinenschlitten

### Nachteile
- Gerne verlaufende Schnitte bei kleinen Sägeblattbreiten
- Wenig Schnittleistung

## Beruf
- Holzbearbeitungsmechaniker